# Eddio Inostroza
Eddio Victorino Inostroza Ibacache (Chiguayante, 3 settembre 1946) è un ex calciatore cileno, di ruolo centrocampista.

## Carriera

### Club
Ha giocato nella massima serie cilena con Huachipato, Unión Española e Colo-Colo.

### Nazionale
Con la nazionale cilena ha giocato 8 partite prendendo parte alla Copa América 1975.

## Palmarès

### Club

#### Competizioni nazionali
- Campionato cileno: 3

Colo-Colo: 1979, 1981, 1983
- Copa Chile: 1

Colo-Colo: 1981